# نيتو بايانو
نيتو بايانو (بالبرتغالية: Neto Baiano‏) (مواليد 17 سبتمبر 1982)، هو لاعب كرة قدم كان يلعب كمهاجم.

## وصلات خارجية
- نيتو بايانو على موقع رابطة كرة القدم اليابانية للمحترفين (اليابانية)
- نيتو بايانو على موقع دوري كوريا الجنوبية (الإنجليزية)
- نيتو بايانو على موقع قاعدة بيانات كرة القدم.إي يو (الإنجليزية)
- نيتو بايانو على موقع Soccerway.com (الإنجليزية)
- نيتو بايانو على موقع عالم كرة القدم.نت (الإنجليزية)